# 1936年ベルリンオリンピックのドイツ選手団
1936年ベルリンオリンピックのドイツ選手団（1936ねんベルリンオリンピックのドイツせんしゅだん）は、1936年8月1日から8月16日にかけてドイツの首都ベルリンで開催された1936年ベルリンオリンピックのドイツ選手団、およびその競技結果。

## 概要
今大会は金メダル33個、銀メダル26個、銅メダル30個の合計89個のメダルを獲得した。

## メダル
| メダル | 選手名                                                                                                | 競技   | 種目                      |
| ------ | --- | ------ | ------------------------- |
| 金     | ハンス・ヴェルケ                                                                                      | 陸上   | 男子砲丸投                |
| 金     | カール・ハイン                                                                                        | 陸上   | 男子ハンマー投            |
| 金     | ゲルハルト・シュテック                                                                                | 陸上   | 男子やり投                |
| 金     | ジゼラ・マウエルマイヤー                                                                              | 陸上   | 女子円盤投                |
| 金     | ティリー・フライシャー                                                                                | 陸上   | 女子やり投                |
| 金     | トーニ・メルケンス                                                                                    | 自転車 | 男子スプリント            |
| 金     | エルンスト・イーベ カール・ロレンツ                                                                   | 自転車 | 男子タンデムスプリント    |
| 銀     | ルッツ・ロング                                                                                        | 陸上   | 男子走幅跳                |
| 銀     | エルヴィン・ブラスク                                                                                  | 陸上   | 男子ハンマー投            |
| 銀     | アンニ・シュトイヤー                                                                                  | 陸上   | 女子80mハードル           |
| 銀     | ルイーゼ・クリューガー                                                                                | 陸上   | 女子やり投                |
| 銀     | エルヴィン・ジータス                                                                                  | 競泳   | 男子200m平泳ぎ            |
| 銀     | マルタ・ゲネンゲル                                                                                    | 競泳   | 女子200m平泳ぎ            |
| 銅     | アルフレート・ドンペルト                                                                              | 陸上   | 男子3000m障害             |
| 銅     | ウィルヘルム・ライヒュム エーリッヒ・ボルフマイヤー エルヴィン・ギルマイスター ゲルト・ホルンベルガー | 陸上   | 男子4×100mリレー          |
| 銅     | ヘルムート・ハマン フリードリヒ・フォン・シュト ハリー・フォイクト ルドルフ・ハルビッヒ               | 陸上   | 男子4×400mリレー          |
| 銅     | ゲルハルト・シュテック                                                                                | 陸上   | 男子砲丸投                |
| 銅     | ケーテ・クラウス                                                                                      | 陸上   | 女子100m                  |
| 銅     | エルフリーデ・カウン                                                                                  | 陸上   | 女子走高跳                |
| 銅     | パウラ・モウレンハウエル                                                                              | 陸上   | 女子円盤投                |
| 銅     | ギーゼラ・アーレント                                                                                  | 競泳   | 女子100m自由形            |
| 銅     | ルドルフ・カルシュ                                                                                    | 自転車 | 男子1000mタイムトライアル |